# 太平桥 (民间故事)
《太平桥》是元江县因远民间流传的一则故事。故事说：明末清初，一股敌人来打因远，由于防守日久，众寡不敌，因远人准备在一个黄昏时候撤到山里去。谁知这时敌将骑着大象来攻城，白族青年李相一见，连忙躲到桥下。大象口渴到桥汗厂去喝水。李相一见机警地举起锋利无比的大刀猛砍，把大象鼻子砍断了。大象又疼又惊，把敌将摔在地土踏个半死，转身向敌军队伍冲去，因远人在李相带领下趁势追杀，敌人四散逃命，再也不敢来打因远。人们尊敬李相，就叫他为李宰象，把那桥改名为“太平桥”。